# Léa Garcia
Léa Garcia, all'anagrafe Léa Lucas Garcia de Aguiar  (Rio de Janeiro, 11 marzo 1933 – Gramado, 15 agosto 2023), è stata un'attrice brasiliana.

## Biografia
Afrobrasiliana di Rio de Janeiro, ebbe una nomination quale migliore attrice non protagonista al Festival di Cannes 1957 per il ruolo svolto in Orfeo Negro, che vinse poi l'Oscar per il miglior film straniero.  Prese poi parte ad altre pellicole di successo.
Fu attiva anche in televisione: al riguardo la si ricorda soprattutto per aver dato volto alla malvagia Rosa nella telenovela La schiava Isaura.
Con l'amica e collega Zezé Motta si batté contro la discriminazione razziale. 
Morì novantenne a Gramado il 15 agosto 2023 per un infarto ; la notizia è stata data da Marcelo, uno dei tre figli dell'attrice, nonché suo agente. Al momento del decesso Léa Garcia aveva tre nipoti e due bisnipoti, e da poco era diventata trisnonna.